# Cataldo Schiralli
Cataldo Maria Giovanni Raffaele Nazario Schiralli (Corato, 28 luglio 1851 – Roma, 14 ottobre 1937) è stato un magistrato e politico italiano.
In magistratura dal 1874 è stato consigliere della Corte di cassazione di Roma, procuratore generale presso la Corte di appello dell'Aquila, di Lucca e di Roma.